# Coca-familien
Coca-familien (Erythroxylaceae) er udbredt 4 slægter og ca. 240 arter i alle tropiske egne af verden.
| Slægter |

- Coca-slægten (Erythroxylum)